# Кочев'є (община)
Община Кочев'є (словен. Občina Kočevje) — одна з общин Словенії. Адміністративним центром є місто Кочев'є.

## Населення
У 2011 році в общині проживало 16499 осіб — 8151 чоловіків і 8348 жінок. Чисельність економічно активного населення (за місцем проживання) — 6039 осіб. Середня щомісячна чиста заробітна плата одного працівника (EUR), 862,65 (в середньому по Словенії 987.39). Приблизно кожен другий житель у громаді має автомобіль (46 автомобілів на 100 жителів). Середній вік жителів склав 42,3 роки (в середньому по Словенії 41,8).